# Mónika Király
Mónika Király (Moson, Mosonmagyaróvár, Gyõr-Moson-Sopron, 10 de novembre de 1983) és una ciclista hongaresa. Actualment milita a l'equip SC Michela Fanini. Gran dominadora dels campionats nacionals del seu país, tant en ruta com en contrarellotge.

## Palmarès
- 2005
  -  Campiona d'Hongria en ruta
- 2006
  -  Campiona d'Hongria en ruta
- 2007
  -  Campiona d'Hongria en ruta
- 2008
  -  Campiona d'Hongria en contrarellotge
- 2009
  -  Campiona d'Hongria en ruta
- 2013
  -  Campiona d'Hongria en contrarellotge
- 2016
  -  Campiona d'Hongria en ruta
  -  Campiona d'Hongria en contrarellotge
- 2017
  -  Campiona d'Hongria en ruta
  -  Campiona d'Hongria en contrarellotge